# Islamische Universität Imam al-Auzāʿī

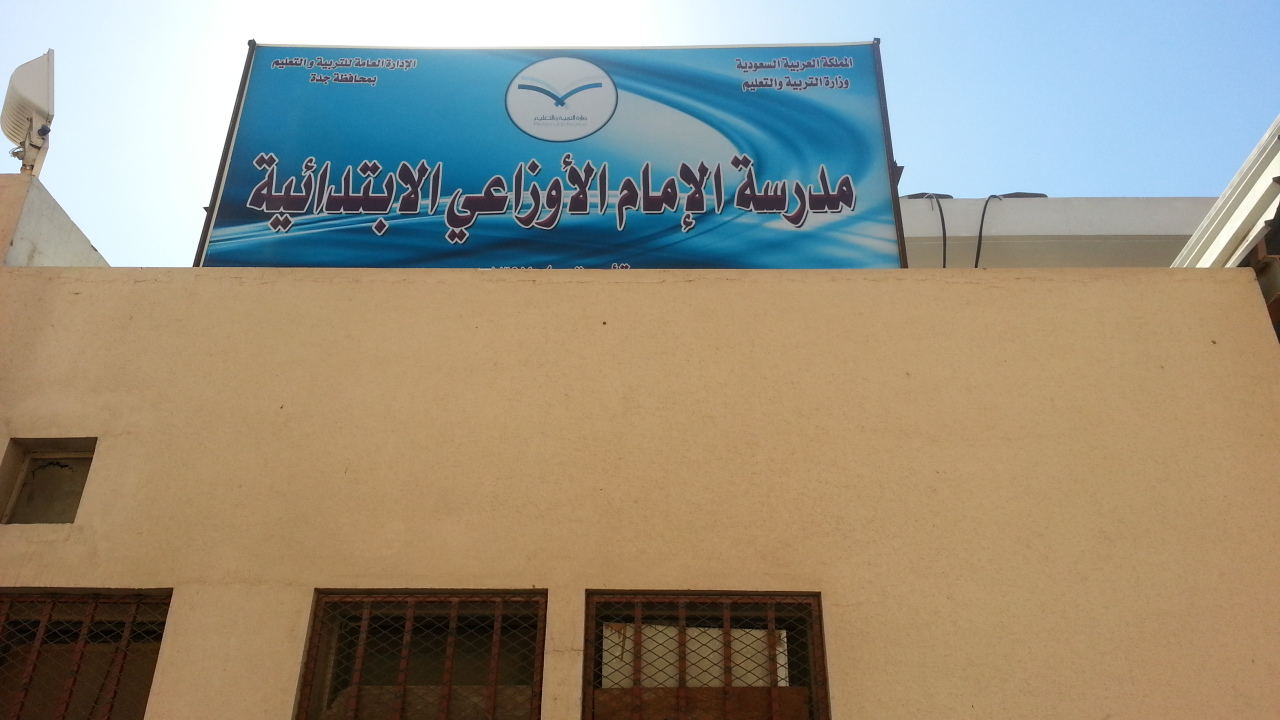
Eingang zur Universität

Die Islamische Universität Imam al-Auzāʿī (arabisch جامعة الإمام الأوزاعي الإسلامية, DMG Ǧāmiʿat al-imām al-Auzāʿī al-islāmīya) oder Imam-al-Ouzai-Universität (englisch Imam Al-Awza‘i University) ist eine libanesische Privatuniversität, die vom libanesischen Staat anerkannt ist und ihren Sitz in Beirut hat. Sie ist nach al-Auzāʿī (gest. 774 in Beirut), einem bedeutenden islamischen Rechtsgelehrten des 8. Jahrhunderts in Syrien und Begründer einer eigenen Rechtsschule (Auzāʿīya), benannt und wurde 1979 während des libanesischen Bürgerkriegs gegründet.
An der Universität werden vor allem islamische Studien betrieben. Sie ist vom libanesischen Ministerium für Bildung und Hochschulbildung akkreditiert und angeschlossen an die Vereinigung der Universitäten der islamischen Welt. Unterzeichner der Botschaft aus Amman (Amman Message) waren die Professoren Zakariyya Abd Al-Razzaq Al-Misri und Ahmad Al-Sahmarani. Die in Deutschland wirkenden Persönlichkeiten Mouhanad Khorchide und Benjamin Idriz erwarben an ihr theologische Examen.
Die Universität ist eng mit dem Fiqh al-aqallīyāt (Die ersten Ausarbeitungen des Konzepts) verbunden.